# 大楠山
大楠山（おおぐすやま）は、神奈川県横須賀市西部にある海抜241.3mの山である。三浦丘陵の一角をなし、三浦半島最高峰として知られる。山と溪谷社より、山容や景観、歴史等の魅力を備えた日帰りで行ける低山として日本百低山に選ばれた。 関東100名山の第100番目でもある。

## 観光
標高は高くないものの周囲に自身より高い山が無く、山頂からの眺望の良さで知られる。三浦半島全域から相模湾、東京湾や房総半島をはじめ、気象条件が良ければ富士山や東京都心、伊豆半島、丹沢山地、箱根、南アルプスまでを眺められる。その景色はかながわの景勝50選や関東の富士見百景に選ばれており、小説家の司馬遼太郎も山頂からの眺めの良さを紀行文集『三浦半島記』（街道をゆく42）で触れている。
ハイキングコースも整備されており、特に休日には観光客も多い。主なルートは阿部倉コースと衣笠コース（東京湾側）、前田橋コースと大楠芦名口コース（相模湾側）がある。山頂には国土交通省のレーダー雨量観測所やNTTの電波塔がある。
観光施設としては展望台や売店兼休憩所、ボランティアが作った菜の花畑があったが、施設老朽化を理由に閉鎖中。花畑もボランティアの高齢化と後継者がおらず無くなった。
山頂には物品販売、飲料の自動販売機、水場のいずれも無い。火気は使用できないためバーナー等を持参しても調理や湯沸かしはできない。
山頂から西に階段を降り、さらに100mほど歩くと国土交通省のレーダー雨量観測所がある。レーダー観測所の下には公衆トイレがある。循環式で常に便器に水が流れる方式である。手を洗う水は無い。レーダー観測所のすぐ西には展望台がある。

## 交通
東京湾側・阿部倉コース
横須賀線衣笠駅から京浜急行バスしょうぶ園行きに乗車し「しょうぶ園」で下車。登山口まで約20分。山頂までは徒歩90分ほど。バス停が登山口から近いうえ付近には、横須賀市立しょうぶ園や阿部倉温泉といった観光地があるため人気が高い。登山口から登山を初めて早々に平作川の源流付近に出るのもこのコースである。コースは途中に急な崖がある。
東京湾側・衣笠山コース京浜急行バス「衣笠公園バス停」下車。衣笠山公園を経由して山頂を目指すコース。徒歩140分ほど。桜の名所として知られる衣笠山公園を経由するこのコースは3月中旬～4月初旬の花見シーズンに賑わうコースである。
相模湾側・前田橋コース
横須賀線逗子駅又は京急逗子線逗子・葉山駅から長井方面行き京浜急行バス「前田橋」下車。前田川流域を歩くコース。前田川から離れた先は急斜面を上る。徒歩70分。
大楠芦名口コース
横須賀線逗子駅又は京急逗子線逗子・葉山駅から長井方面行き京浜急行バス「大楠芦名口バス停」下車。登山口から山頂までは徒歩60分ほど。
一部のハイキングコースは車両で進入ができる箇所もあるが、車両通行用に整備した道路ではないため危険である事およびハイカーも多く危険であるためハイキングコースへの車両進入は控えるよえに横須賀市は呼びかけている。

## ギャラリー

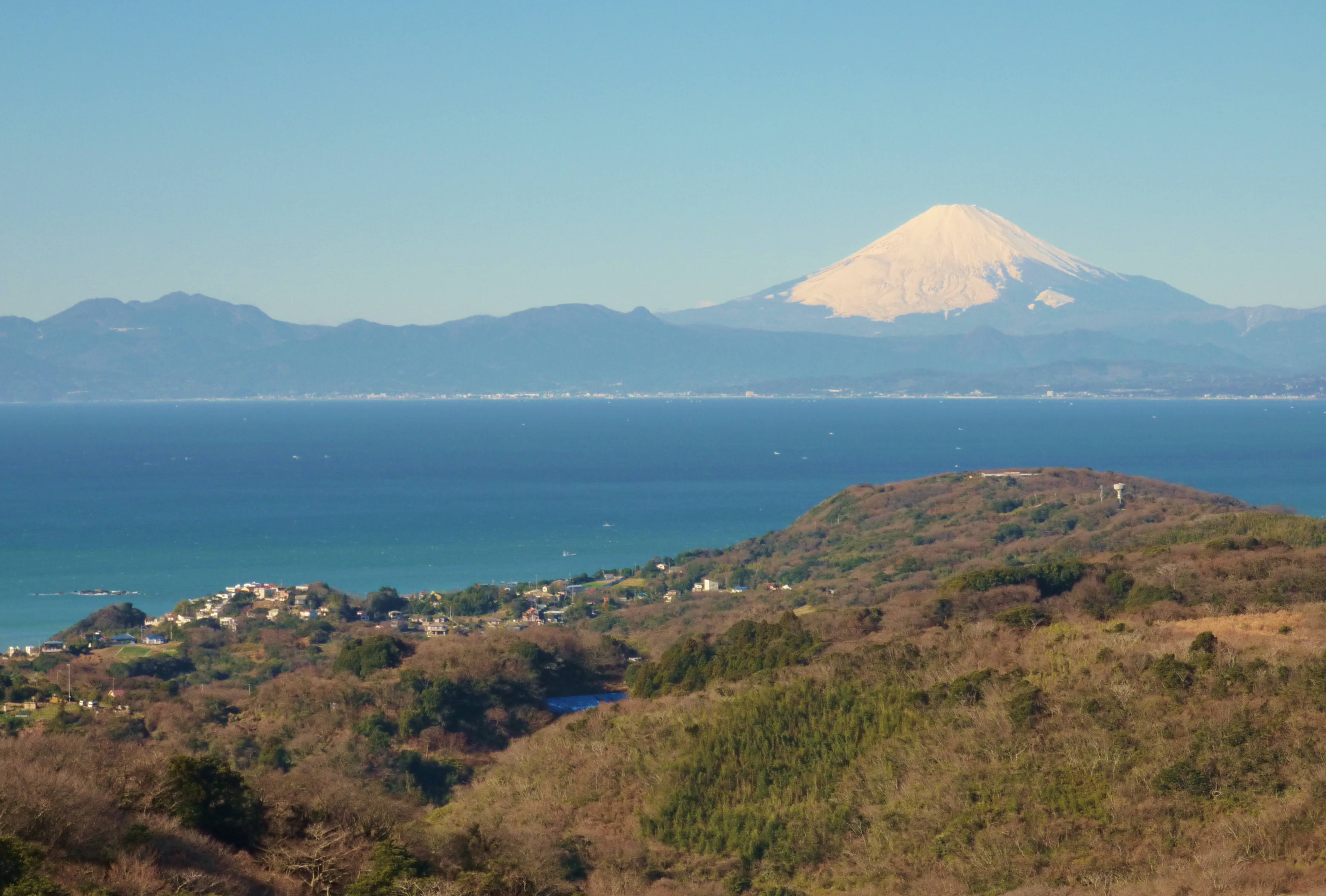
山頂の展望台から見た富士山と相模湾
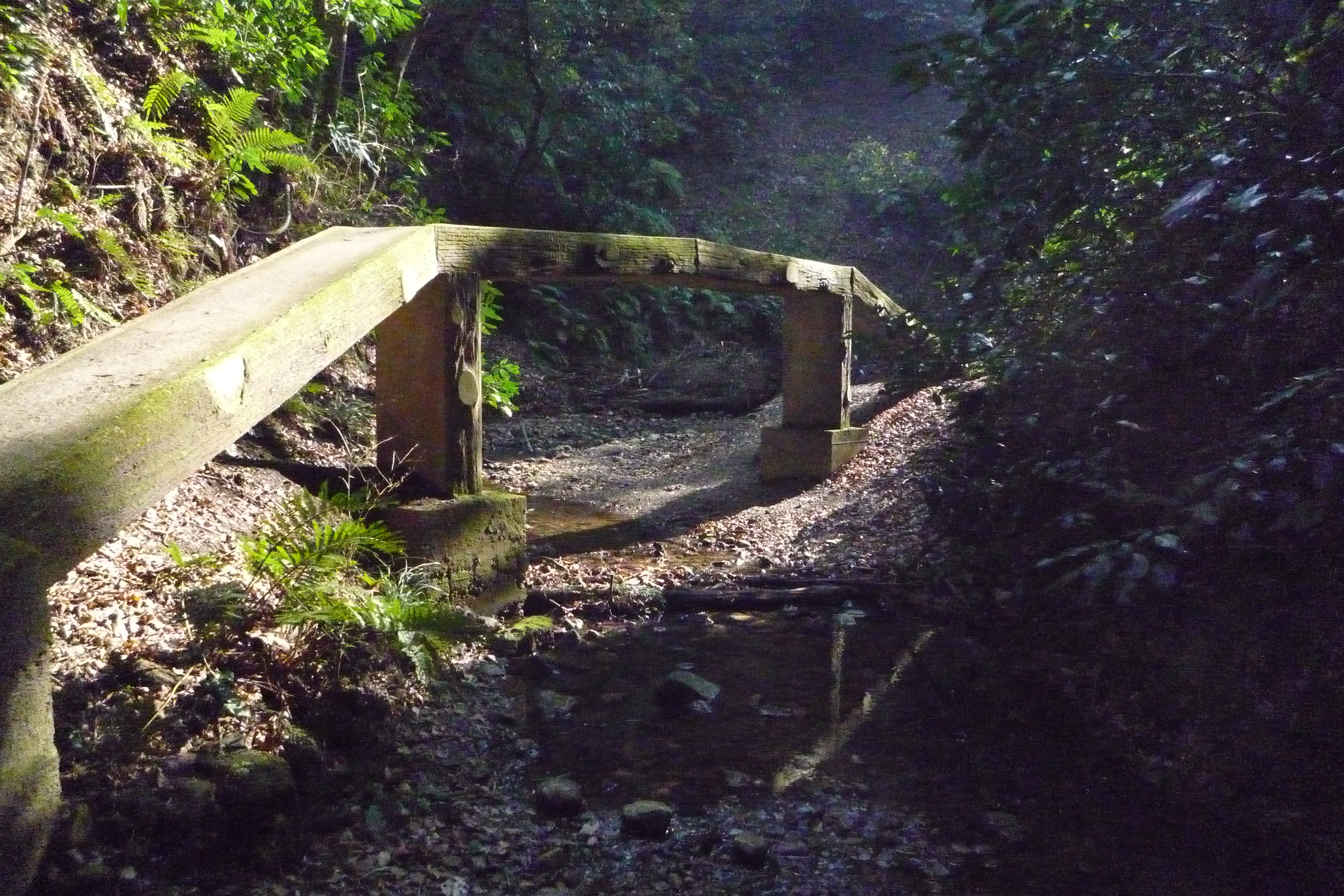
平作川源流をわたる橋、阿部倉ハイキングコース
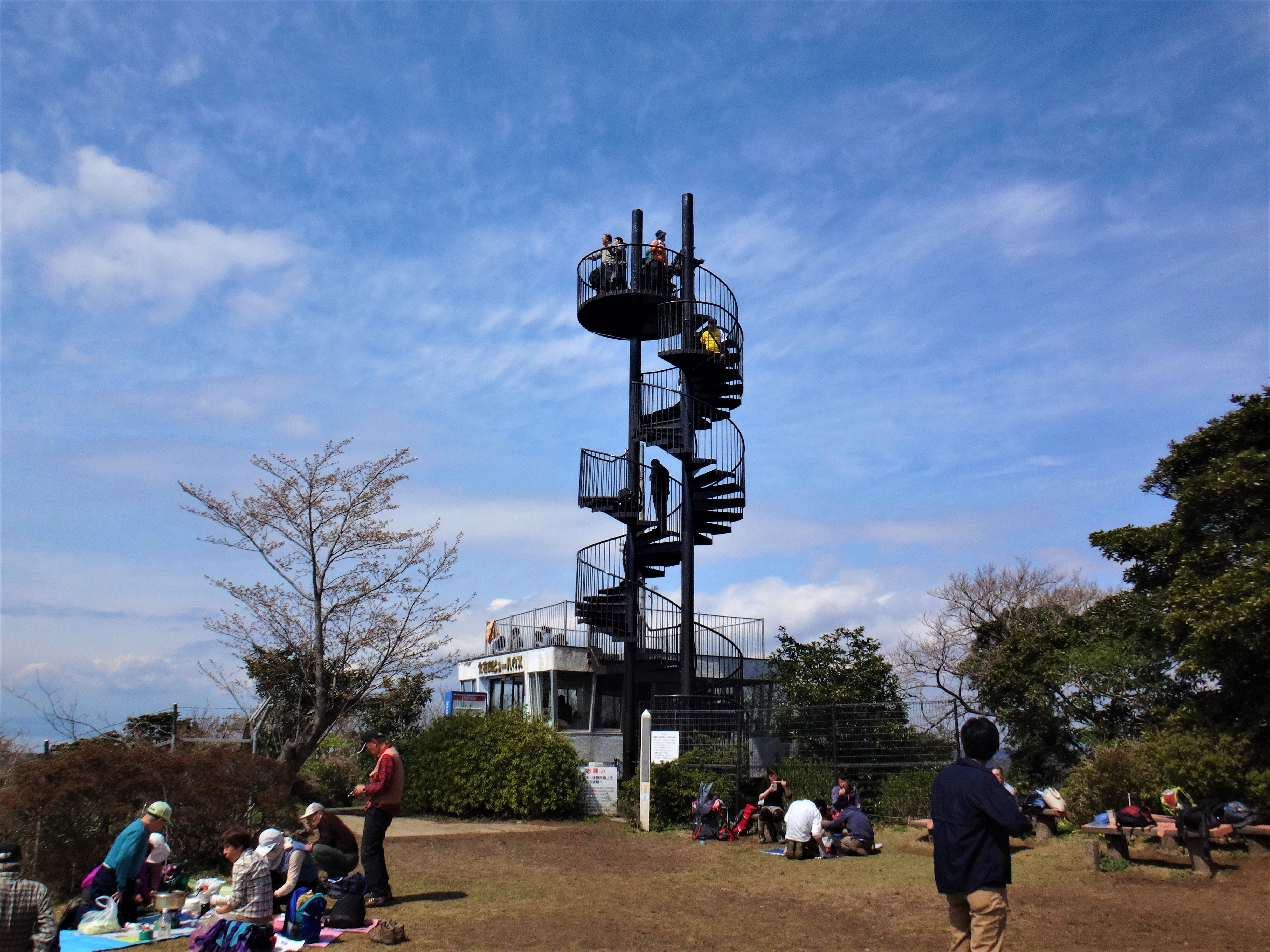
山頂と大楠山ビューハウス
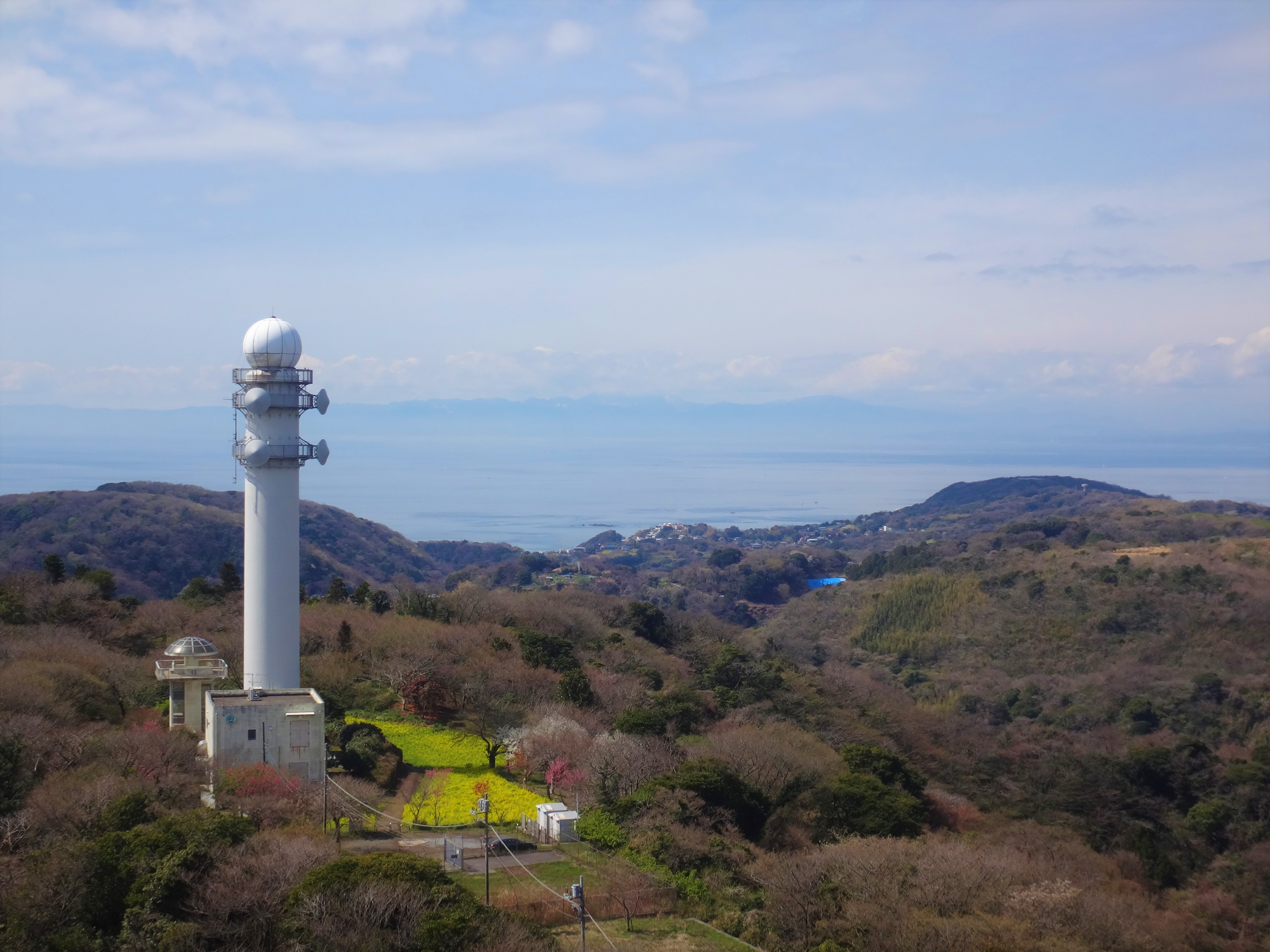
展望台から西方向を眺望。塔は大楠山レーダー雨量観測所。
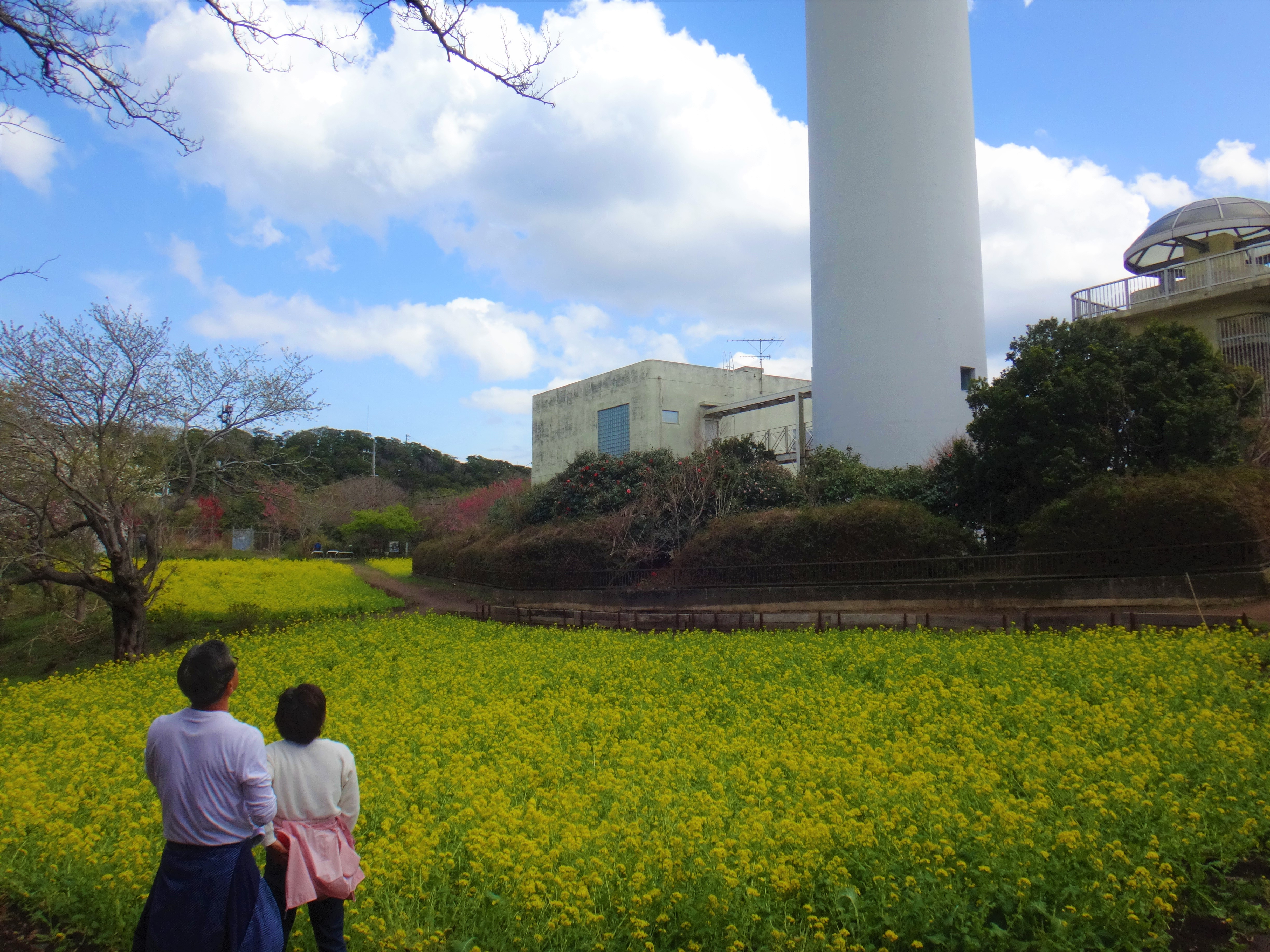
菜の花畑と雨量観測所

2024年12月時点

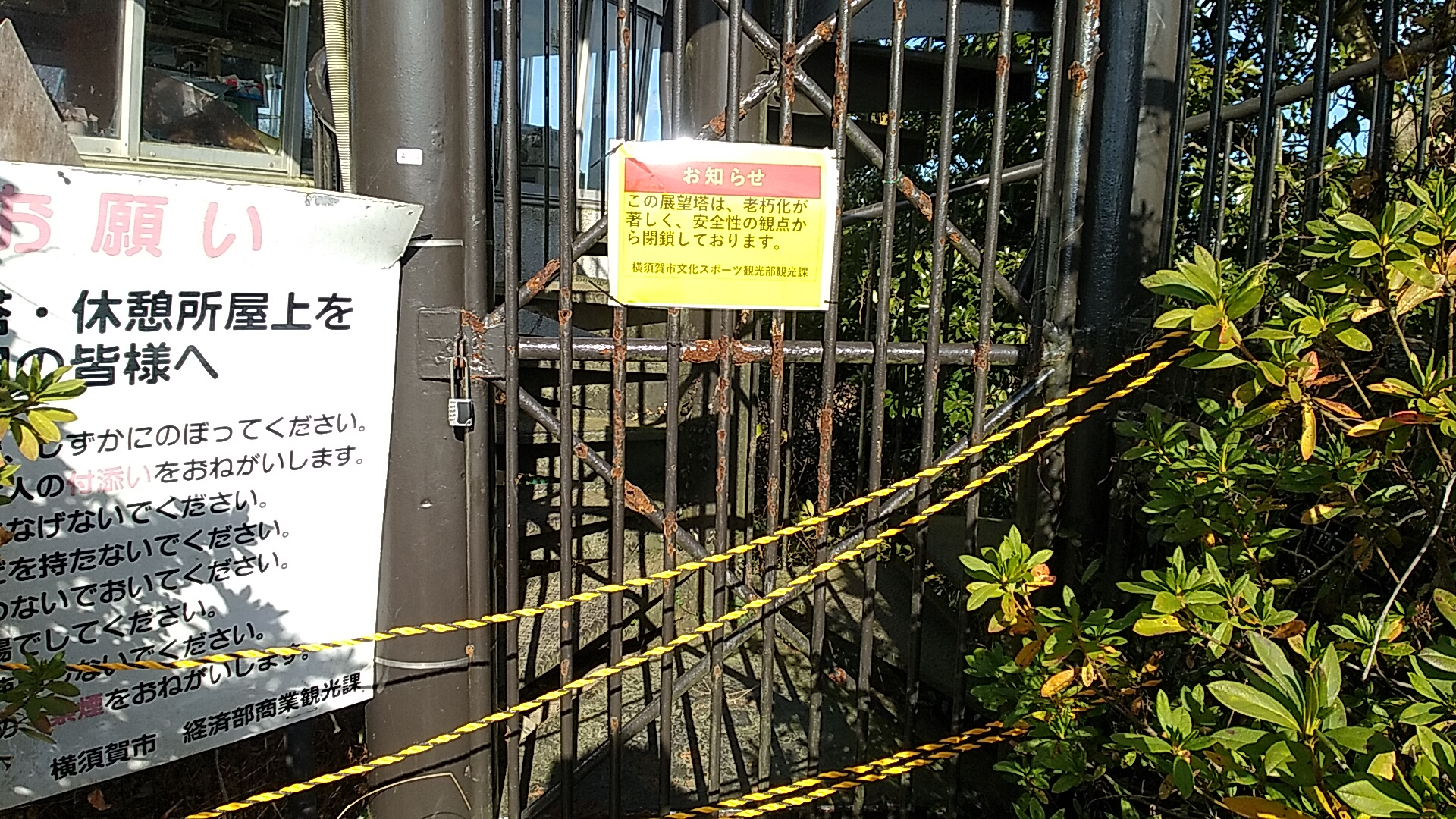
この展望塔は、老朽化が著しく、安全性の観点から閉鎖しております。
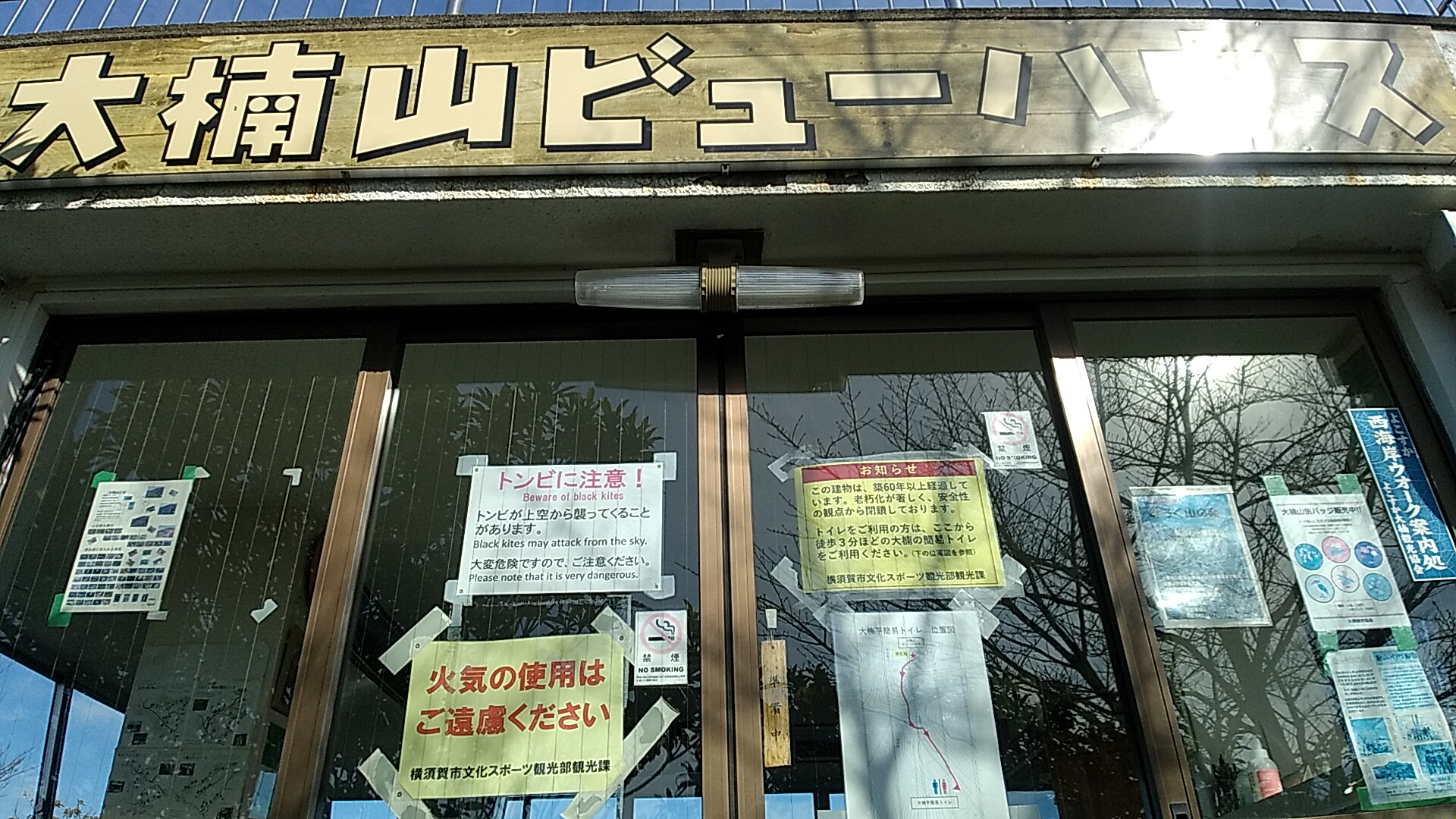
トンビが上空から襲ってくることがあります。大変危険ですので、ご注意ください。
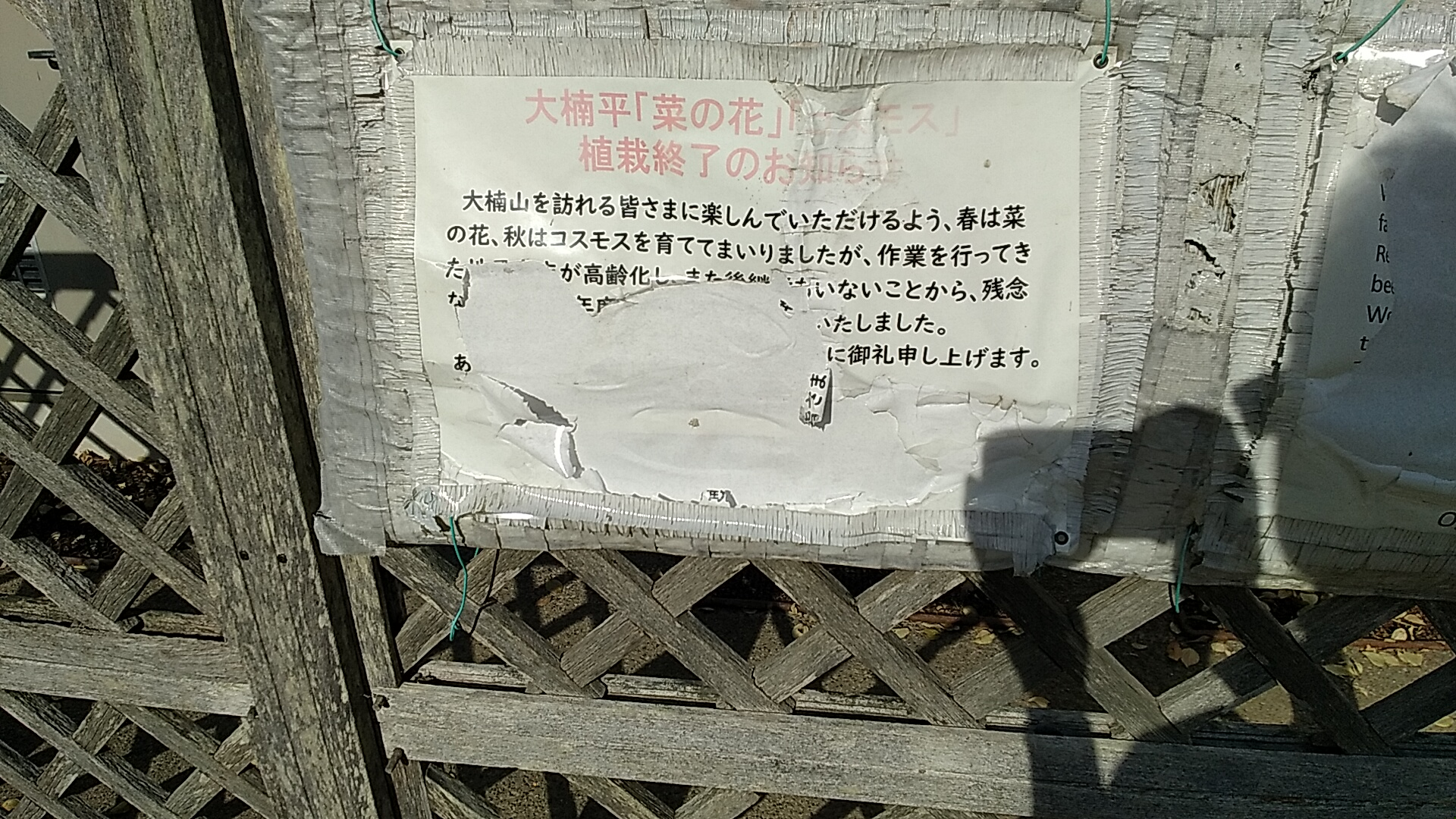
大楠平「菜の花」「コスモス」植栽終了のお知らせ 大楠山をおとずれる皆さまに楽しんでいただけるよう、春は菜の花、秋はコスモスを育ててまいりましたが、作業を行ってきた(地元有志?)が高齢化し、(また後継者?)もいないことから、残念な…たしました。
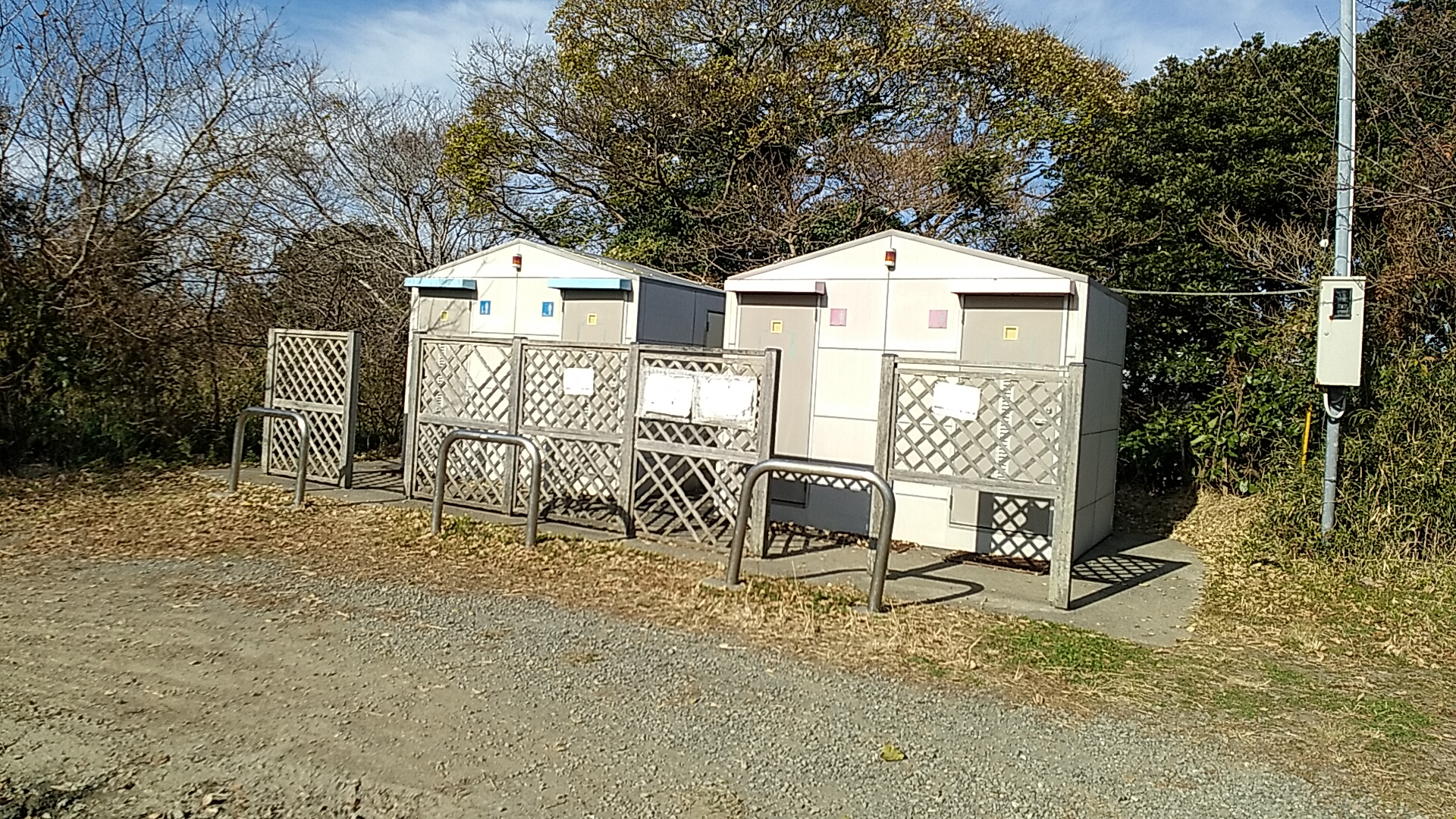
大楠平簡易トイレ、および、花畑の跡
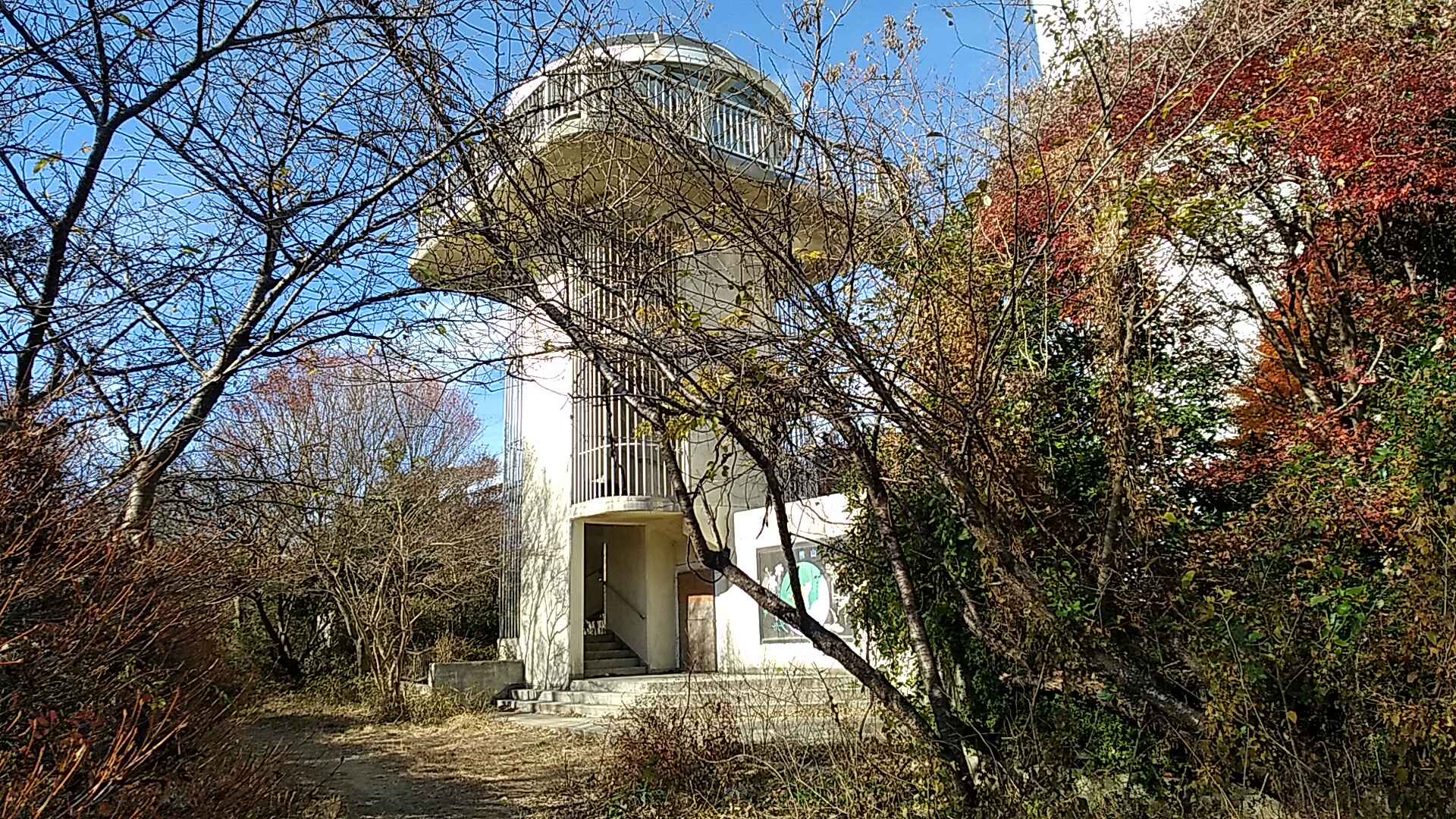
レーダー雨量観測所の横の展望台は利用可能

火気の使用はご遠慮ください
横須賀市文化スポーツ観光部観光課

この建物は、築60年以上経過しております。老朽化が著しく、安全性の観点から閉鎖しております。
- 大楠平「菜の花」「コスモス」植栽終了のお知らせ
大楠山をおとずれる皆さまに楽しんでいただけるよう、春は菜の花、秋はコスモスを育ててまいりましたが、作業を行ってきた(地元有志?)が高齢化し、(また後継者?)もいないことから、残念な…たしました。
- 大楠平簡易トイレ、および、花畑の跡
- レーダー雨量観測所の横の展望台は利用可能